# Izraelska Liga Siatkówki
Superliga izraelska w piłce siatkowej (hebr. ‏ליגת העל‎, Ligat Ha'Al) – najwyższa w hierarchii klasa męskich ligowych rozgrywek siatkarskich w Izraelu. Zmagania w jej ramach toczą się cyklicznie (co sezon), systemem ligowym z fazą play-off, która wyłania mistrza Izraela. Organizatorem i organem prowadzącym rozgrywki jest Izraelski Związek Piłki Siatkowej.
Po raz pierwszy mistrzostwa Izraela w piłce siatkowej mężczyzn zorganizowano w 1956 roku. Pierwszym mistrzem Izraela został klub Hapoel Bet Zera.
29 marca 2011 roku sponsorem tytularnym ligi została Rada ds. Zakładów Bukmacherskich, która odpowiada za prowadzenie zakładów sportowych Winner. Od tego dnia rozgrywki przyjęły nazwę Winner League. Umowa obowiązywała do końca sezonu 2013/2014.
Jak dotychczas najwięcej tytułów mistrza Izraela zdobył klub Hapoel Matte Aszer (16).

## Finaliści
| Sezon   | Sezon     | Mistrz                           | Wicemistrz                          |
| ------- | --------- | -------------------------------- | ----------------------------------- |
| I       | 1956      | Hapoel Bet Zera                  | Hapoel Bet Kama                     |
| II      | 1957      | Hapoel En Szemer                 | Hapoel Merchawja                    |
| III     | 1958      | Hapoel Sarid                     | Hapoel En Szemer                    |
| IV      | 1959      | Hapoel En Szemer                 | Hapoel Merchawja                    |
| V       | 1960      | Hapoel En Szemer                 | Hapoel En ha-Choresz                |
| VI      | 1960/1961 | Hapoel En Szemer                 | Hapoel Negba                        |
| VII     | 1961/1962 | Hapoel Negba                     | Hapoel En Szemer                    |
| VIII    | 1962/1963 | Hapoel Ha-Mapil                  | Hapoel Negba                        |
| IX      | 1963/1964 | Hapoel Ha-Mapil                  | Hapoel En Szemer                    |
| X       | 1964/1965 | Hapoel Ha-Mapil                  | Hapoel En Szemer                    |
| XI      | 1965/1966 | Hapoel Ha-Mapil                  | Hapoel En ha-Mifrac                 |
| XII     | 1966/1967 | Hapoel Ha-Mapil                  | Hapoel En Szemer                    |
| XIII    | 1967/1968 | Hapoel Ha-Mapil                  | Hapoel En ha-Mifrac                 |
| XIV     | 1968/1969 | Hapoel Ha-Mapil                  | Hapoel Bet Zera                     |
| XV      | 1969/1970 | Hapoel Ha-Mapil                  | Hapoel En ha-Mifrac                 |
| XVI     | 1970/1971 | Hapoel Ha-Mapil                  | Hapoel Bet Zera                     |
| XVII    | 1971/1972 | Hapoel En ha-Mifrac/Kfar Masaryk | Hapoel Bet Zera                     |
| XVIII   | 1972/1973 | Hapoel En ha-Mifrac/Kfar Masaryk | Hapoel Bet Zera                     |
| XIX     | 1973/1974 | Hapoel En ha-Mifrac/Kfar Masaryk | Hapoel Ha-Ogen                      |
| XX      | 1974/1975 | Hapoel En ha-Mifrac/Kfar Masaryk | Hapoel Chanita                      |
| XXI     | 1975/1976 | Maccabi Tel Awiw                 | Hapoel En ha-Mifrac                 |
| XXII    | 1976/1977 | Hapoel Kirjat Atta               | Hapoel Ha-Mapil                     |
| XXIII   | 1977/1978 | Hapoel Kirjat Atta               | Maccabi Tel Awiw                    |
| XXIV    | 1978/1979 | Hapoel Ha-Ogen                   | Hapoel Ha-Mapil                     |
| XXV     | 1979/1980 | Hapoel Ha-Mapil                  | Hapoel Kirjat Atta                  |
| XXVI    | 1980/1981 | Hapoel Ha-Mapil                  | Hapoel Ha-Ogen                      |
| XXVII   | 1981/1982 | Maccabi Tel Awiw                 | brak danych                         |
| XXVIII  | 1982/1983 | Hapoel Ha-Mapil                  | Hapoel ha-Amakim                    |
| XXIX    | 1983/1984 | Hapoel Ha-Mapil                  | Hapoel Chanita                      |
| XXX     | 1984/1985 | Hapoel Ha-Mapil                  | Hapoel Chanita                      |
| XXXI    | 1985/1986 | Hapoel Bat Jam                   | Hapoel Jo’aw Kefar Sawa             |
| XXXII   | 1986/1987 | Hapoel Matte Aszer               | Hapoel Ha-Mapil                     |
| XXXIII  | 1987/1988 | Hapoel Matte Aszer               | Hapoel Kirjat Atta                  |
| XXXIV   | 1988/1989 | Hapoel Bat Jam                   | Maccabi Tel Awiw                    |
| XXXV    | 1989/1990 | Maccabi Tel Awiw                 | Hapoel Matte Aszer                  |
| XXXVI   | 1990/1991 | Maccabi Tel Awiw                 | brak danych                         |
| XXXVII  | 1991/1992 | Hapoel Matte Aszer               | brak danych                         |
| XXXVIII | 1992/1993 | Hapoel Bat Jam                   | brak danych                         |
| XXXIX   | 1993/1994 | Hapoel Matte Aszer               | brak danych                         |
| XL      | 1994/1995 | Hapoel ha-Amakim                 | Hapoel Matte Aszer                  |
| XLI     | 1995/1996 | Hapoel ha-Amakim                 | brak danych                         |
| XLII    | 1996/1997 | Maccabi Tel Awiw                 | Hapoel Bat Jam                      |
| XLIII   | 1997/1998 | Hapoel Matte Aszer               | Maccabi Tel Awiw                    |
| XLIV    | 1998/1999 | Hapoel Matte Aszer               | brak danych                         |
| XLV     | 1999/2000 | Hapoel Matte Aszer               | Hapoel Jo’aw Kefar Sawa             |
| XLVI    | 2000/2001 | Hapoel Jo’aw Kefar Sawa          | Hapoel Ha-Mapil/Menasze/Emek Chefer |
| XLVII   | 2001/2002 | Hapoel Matte Aszer               | Hapoel Jo’aw Kefar Sawa             |
| XLVIII  | 2002/2003 | Hapoel Matte Aszer               | brak danych                         |
| XLIX    | 2003/2004 | Hapoel Kirjat Atta               | brak danych                         |
| L       | 2004/2005 | Hapoel Kirjat Atta               | Hapoel Chacor/Be’er Towijja         |
| LI      | 2005/2006 | Hapoel Kirjat Atta               | Maccabi Tel Awiw                    |
| LII     | 2006/2007 | Maccabi Mosinzon Hod ha-Szaron   | Maccabi Tel Awiw                    |
| LIII    | 2007/2008 | Maccabi Tel Awiw                 | Maccabi Mosinzon Hod ha-Szaron      |
| LIV     | 2008/2009 | Maccabi Tel Awiw                 | Maccabi Mosinzon Hod ha-Szaron      |
| LV      | 2009/2010 | Maccabi Tel Awiw                 | Hapoel Matte Aszer                  |
| LVI     | 2010/2011 | Maccabi Tel Awiw                 | Maccabi Mosinzon Hod ha-Szaron      |
| LVII    | 2011/2012 | Maccabi Tel Awiw                 | Hapoel Matte Aszer                  |
| LVIII   | 2012/2013 | Hapoel Matte Aszer               | Maccabi Tel Awiw                    |
| LIX     | 2013/2014 | Hapoel Matte Aszer               | Maccabi Tel Awiw                    |
| LX      | 2014/2015 | Hapoel Matte Aszer               | Maccabi Tel Awiw                    |
| LXI     | 2015/2016 | Hapoel Matte Aszer               | Hapoel Jo’aw Kefar Sawa             |
| LXII    | 2016/2017 | Maccabi Tel Awiw                 | Maccabi Mosinzon Hod ha-Szaron      |
| LXIII   | 2017/2018 | Hapoel Matte Aszer               | Maccabi Tel Awiw                    |
| LXIV    | 2018/2019 | Hapoel Matte Aszer               | Hapoel Jo’aw Kefar Sawa             |
| LXV     | 2019/2020 | Hapoel Matte Aszer               | Hapoel Jo’aw Kefar Sawa             |
| LXVI    | 2020/2021 | Maccabi Tel Awiw                 | Hapoel Matte Aszer                  |
| LXVII   | 2021/2022 | Maccabi Tel Awiw                 | Hapoel Matte Aszer                  |
| LXVIII  | 2022/2023 | Maccabi Tel Awiw                 | Hapoel Matte Aszer                  |
| LXIX    | 2023/2024 | Maccabi Tel Awiw                 | Hapoel Matte Aszer                  |
| LXX     | 2024/2025 | Maccabi Tel Awiw                 | Hapoel Matte Aszer                  |

## Bilans klubów
| Klub                             | Tytuły |
| -------------------------------- | ------ |
| Hapoel Matte Aszer               | 16     |
| Maccabi Tel Awiw                 | 16     |
| Hapoel Ha-Mapil                  | 14     |
| Hapoel Kirjat Atta               | 5      |
| Hapoel En ha-Mifrac/Kfar Masaryk | 4      |
| Hapoel En Szemer                 | 4      |
| Hapoel Bat Jam                   | 3      |
| Hapoel ha-Amakim                 | 2      |
| Hapoel Bet Zera                  | 1      |
| Hapoel Ha-Ogen                   | 1      |
| Hapoel Negba                     | 1      |
| Hapoel Sarid                     | 1      |
| Hapoel Jo’aw Kefar Sawa          | 1      |
| Maccabi Mosinzon Hod ha-Szaron   | 1      |